# Georges Lauré
Ne doit pas être confondu avec Georges Laure.
Pour les articles homonymes, voir Lauré.
Georges Lauré (1906-1984) est un syndicaliste enseignant qui fut notamment secrétaire général du Syndicat national de l'enseignement technique (SNET) de 1948 à 1956, puis secrétaire général de la Fédération de l'Éducation nationale (FEN) de 1956 à 1966.

## Études
Georges Lauré naît le 17 février 1906 à Gèdre, dans les Hautes-Pyrénées,.
Élève à l'école normale d'instituteurs d'Auch, dans le Gers, de 1921 à 1924, il devient maître d'internat à Tarbes avant de réussir le concours de l'École normale de l'enseignement technique (ENET) à Paris dont il est élève de 1927 à 1929.

## Carrière professionnelle et syndicale
Il est nommé professeur de lettres à l'école nationale professionnelle de Voiron, dans l'Isère, où il exerce de 1931 à 1947,.

### Secrétaire général du SNET
Il est secrétaire général adjoint (1948-1949) puis secrétaire général du SNET (1949-1956).

### Secrétaire général de la FEN (1956-1966)
Après le congrès de novembre 1956, il est élu secrétaire général de la FEN à la Commission administrative qui suit (13 décembre 1956), succédant à Adrien Lavergne. 
Au cours de son mandat, en 1957, il participe au lancement du pôle de rassemblement PUMSUD (Pour un syndicalisme uni et démocratique), appel à l'unité syndicale lancé à l'initiative de Denis Forestier (SNI), Roger Lapeyre (Transports FO), Aimé Pastre (Pénitentiaires CGT) et conçu comme une mise à l'écart de la CGT (liée au PCF) et de la CFTC (liée à l'Église). La tentative échoue du fait qu'elle est récusée par FO et parce que la CGT est incontournable,. 
En 1958, c'est la CA de la FEN qui lance un appel à la grève du 30 mai 1958 pour défendre les libertés et la République. 
Son mandat est également marqué par la pétition du Comité national d'action laïque (CNAL) et le rassemblement de Vincennes, qui réunit, le 19 juin 1960, 300 000 personnes contre la loi Debré organisant le financement public de l'enseignement privé catholique.
Il est sympathisant du Parti socialiste autonome (PSA), qui, de 1958 à I960, réunit des opposants à la guerre d'Algérie avant de se fondre dans le Parti socialiste unifié (PSU).  
Le mandat de Georges Lauré recouvre presque toute la période de la guerre d'Algérie pendant laquelle la FEN joue un rôle particulier. 
C'est Georges Lauré qui favorise la prise de responsabilités de Louis Astre au sein du SNET et de la FEN [réf. souhaitée]. 
Alors qu'il souhaite renforcer les structures fédérales, il n'y parvient pas en raison de la querelle entre les instituteurs du SNI et les professeurs du second degré du SNES. En 1966, quelques mois avant la fin normale de son mandat, il démissionne de son poste de secrétaire général, mettant en cause « les conditions de travail imposées à l'échelon fédéral par une structure et plus encore par des habitudes aujourd’hui dépassées auxquelles se sont accrochés jusqu'ici (...) des syndicats nationaux puissants ».
Il est remplacé par un instituteur, James Marangé.

## Après la FEN
De 1968 à 1982, il milite à la Fédération générale des retraités de la Fonction publique (FGR-FP), créée en 1936 par une militante du syndicat national des instituteurs, Marthe Pichorel,.
Georges Lauré refuse la Légion d'honneur pour laquelle il avait été proposé, « parce qu'un syndicaliste ne doit pas l'accepter ».
Il meurt en mars 1984 à Paris (VIe), à l'âge de 78 ans.